# Diocesi di Mzuzu
La diocesi di Mzuzu (in latino Dioecesis Mzuzuensis) è una sede della Chiesa cattolica in Malawi suffraganea dell'arcidiocesi di Lilongwe. Nel 2023 contava 730.500 battezzati su 1.858.940 abitanti. È retta dal vescovo Yohane Suzgo Nyirenda.

## Territorio
La diocesi comprende i distretti di Likoma, Mzimba, Nkhata Bay e Rumphi (in parte) nella Regione Settentrionale del Malawi.
Sede vescovile è la città di Mzuzu, dove si trova la cattedrale di San Pietro.
Il territorio è suddiviso in 19 parrocchie, raggruppate in tre decanati (settentrionale, centrale e meridionale).

## Storia
La prefettura apostolica di Nyassa settentrionale fu eretta l'8 maggio 1947 con la bolla Quo in Nyassaland di papa Pio XII, ricavandone il territorio dal vicariato apostolico di Nyassa (oggi arcidiocesi di Lilongwe).
Il 17 gennaio 1961 per effetto della bolla Fertilis arbor di papa Giovanni XXIII la prefettura apostolica è stata elevata a diocesi e ha assunto il nome attuale. Originariamente era suffraganea dell'arcidiocesi di Blantyre.
Il 21 luglio 2010 ha ceduto una porzione di territorio a vantaggio dell'erezione della diocesi di Karonga.
Il 9 febbraio 2011 è entrata a far parte della provincia ecclesiastica di Lilongwe.

## Cronotassi dei vescovi
Si omettono i periodi di sede vacante non superiori ai 2 anni o non storicamente accertati.
- Jean-Marcel Saint-Denis, M.Afr. † (13 giugno 1947 - 1957 dimesso)
- Jean-Louis Jobidon, M.Afr. † (3 gennaio 1958 - 1º ottobre 1987 dimesso)
  - Sede vacante (1987-1995)
- Joseph Mukasa Zuza † (3 marzo 1995 - 15 gennaio 2015 deceduto)
- John Alphonsus Ryan, S.P.S. (26 aprile 2016 - 1º aprile 2025 dimesso)
- Yohane Suzgo Nyirenda, dal 1º aprile 2025

## Statistiche
La diocesi nel 2023 su una popolazione di 1.858.940 persone contava 730.500 battezzati, corrispondenti al 39,3% del totale.
| anno | popolazione | popolazione | popolazione | presbiteri | presbiteri | presbiteri | presbiteri                | diaconi | religiosi | religiosi | parrocchie |
| anno | battezzati  | totale      | %           | numero     | secolari   | regolari   | battezzati per presbitero | diaconi | uomini    | donne     | parrocchie |
| ---- | ----------- | ----------- | ----------- | ---------- | ---------- | ---------- | ------------------------- | ------- | --------- | --------- | ---------- |
| 1970 | 43.200      | 635.000     | 6,8         | 55         | 2          | 53         | 785                       |         | 77        | 146       | 11         |
| 1980 | 61.500      | 700.000     | 8,8         | 49         | 9          | 40         | 1.255                     |         | 50        | 108       | 11         |
| 1990 | 85.050      | 747.000     | 11,4        | 52         | 26         | 26         | 1.635                     |         | 36        | 93        | 13         |
| 1999 | 350.000     | 1.900.000   | 18,4        | 46         | 27         | 19         | 7.608                     |         | 24        | 125       | 14         |
| 2000 | 360.000     | 2.000.000   | 18,0        | 46         | 26         | 20         | 7.826                     |         | 27        | 120       | 14         |
| 2001 | 400.000     | 2.200.000   | 18,2        | 44         | 29         | 15         | 9.090                     |         | 22        | 130       | 14         |
| 2002 | 450.000     | 2.400.000   | 18,8        | 50         | 37         | 13         | 9.000                     |         | 22        | 130       | 14         |
| 2003 | 460.000     | 2.600.000   | 17,7        | 47         | 32         | 15         | 9.787                     |         | 24        | 130       | 14         |
| 2004 | 480.000     | 2.700.000   | 17,8        | 47         | 29         | 18         | 10.212                    |         | 27        | 131       | 15         |
| 2010 | 340.000     | 1.520.000   | 22,4        | 42         | 34         | 8          | 8.095                     |         | 4         | 45        | 10         |
| 2013 | 450.000     | 1.570.000   | 28,7        | 36         | 26         | 10         | 12.500                    |         | 11        | 70        | 10         |
| 2016 | 520.000     | 1.747.684   | 29,8        | 46         | 30         | 16         | 11.304                    |         | 35        | 98        | 11         |
| 2019 | 553.190     | 1.919.400   | 28,8        | 49         | 32         | 17         | 11.289                    |         | 21        | 115       | 18         |
| 2021 | 710.150     | 1.780.350   | 39,9        | 48         | 34         | 14         | 14.794                    |         | 18        | 100       | 18         |
| 2023 | 730.500     | 1.858.940   | 39,3        | 55         | 37         | 18         | 13.281                    |         | 22        | 106       | 19         |